# غومليان (مهاباد)
قرية غومليان (بالكردية: گۆمڵیان) هي إحدى القرى التابعة لـمنغور الشرقية في ريف قسم خليفان من مقاطعة مهاباد، في محافظة أذربیجان الغربیة الإيرانية.

## السكان
حسب إحصاءات سنة 2006، بلغ إجمالي السكان في غومليان 141 نسمة وعدد المساكن 25 مسكن. لغة سكان غومليان هي اللغة الكردية و هم من أهل السنة والجماعة والمذهب الشافعي.